# Ikukunitama-jinja
L'Ikukunitama-jinja (生國魂神社) est un sanctuaire shinto situé dans l'arrondissement Tennōji-ku d'Osaka au Japon. Son principal festival se tient tous les 9 septembre. Il était anciennement classé sanctuaire impérial de premier rang (官幣大社, kanpei taisha) dans le système moderne de classement des sanctuaires shinto.

## Histoire
D'après la tradition, le sanctuaire a été fondé en 663 av. J.-C. par Kamu Yamato Iwarehiko no Mikoto.
Le sanctuaire était fréquenté par les soldats du château d'Osaka.

## Festivals
Le festival d'été de l'Ikukunitama-jinja, les 11 et 12 juillet, est un des grands festivals d'Osaka.
Les 1er et 2 septembre, le sanctuaire accueille un festival en l'honneur de Hikohachi Yonezawa, le fondateur du rakugo d'Osaka.

## Galerie

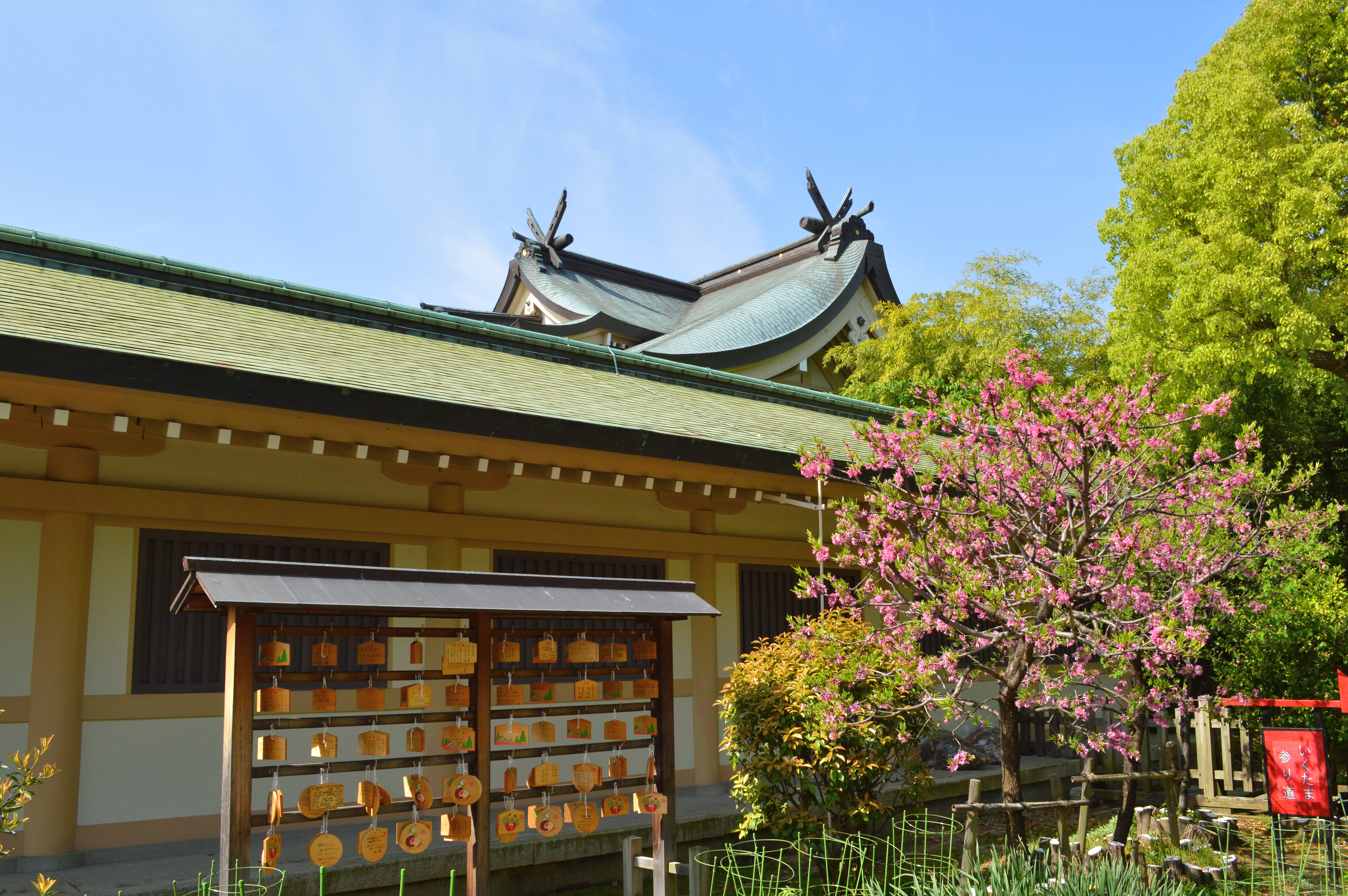
Honden.
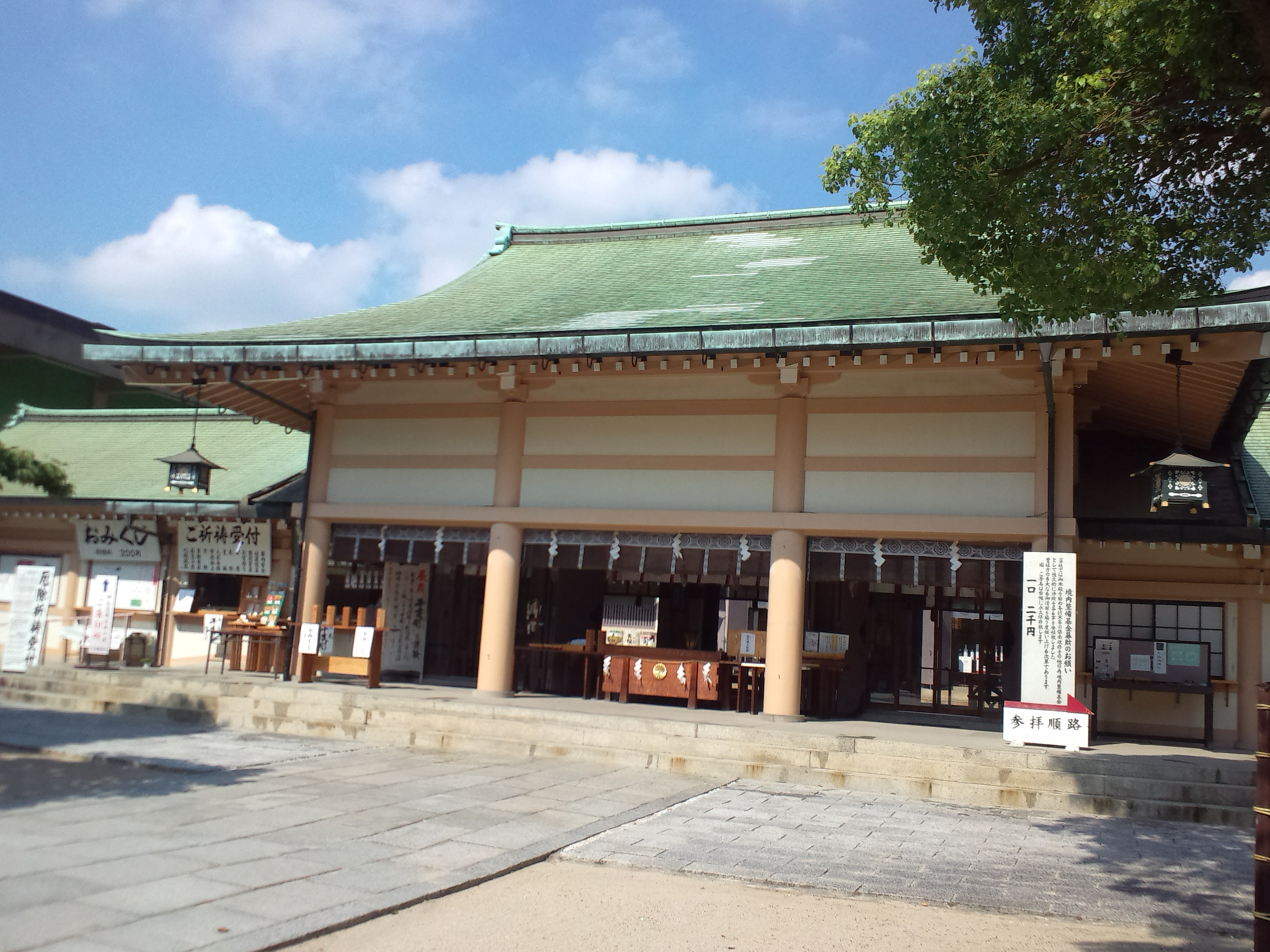
Haiden.
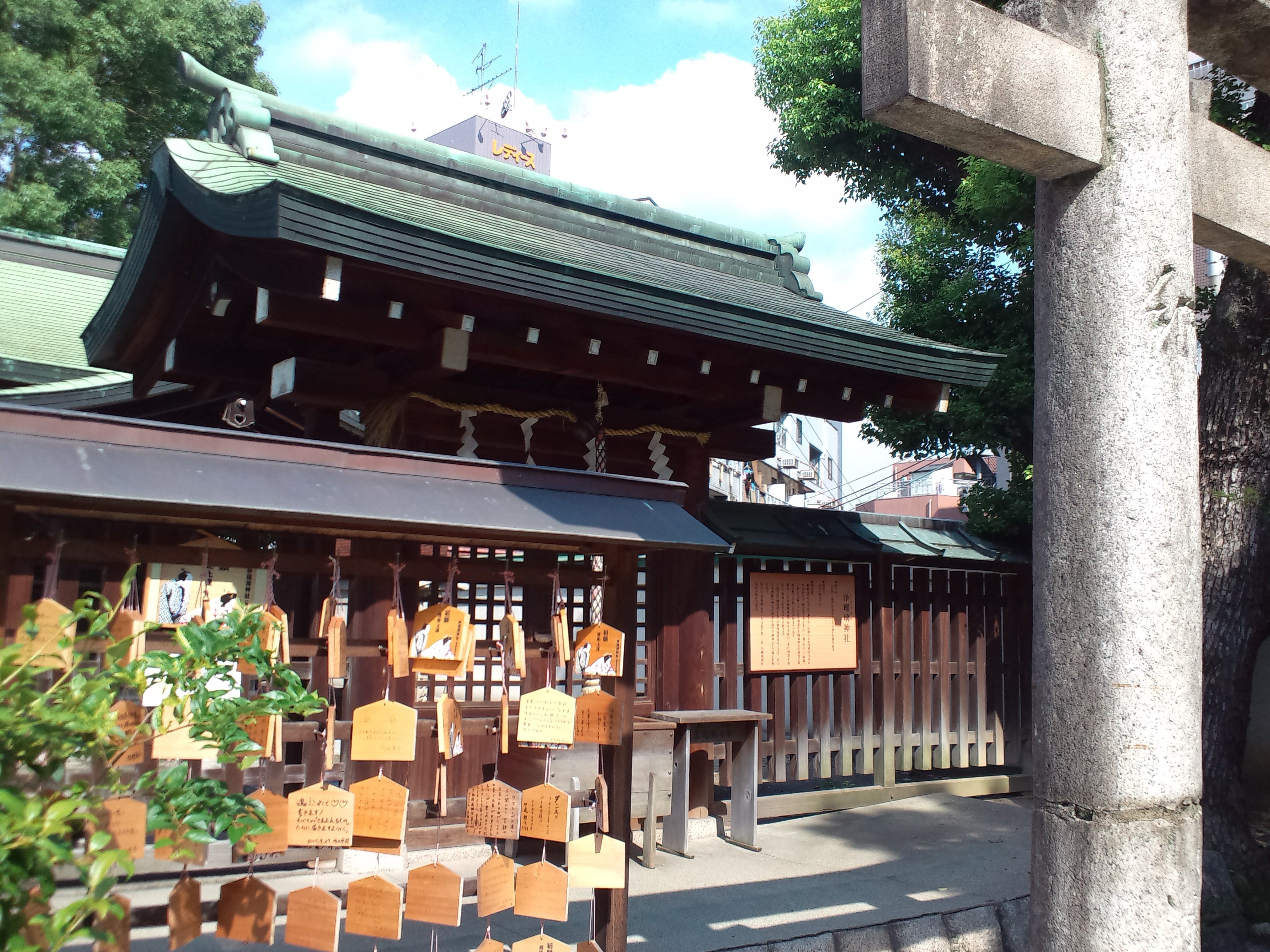
Joruri-jinja.
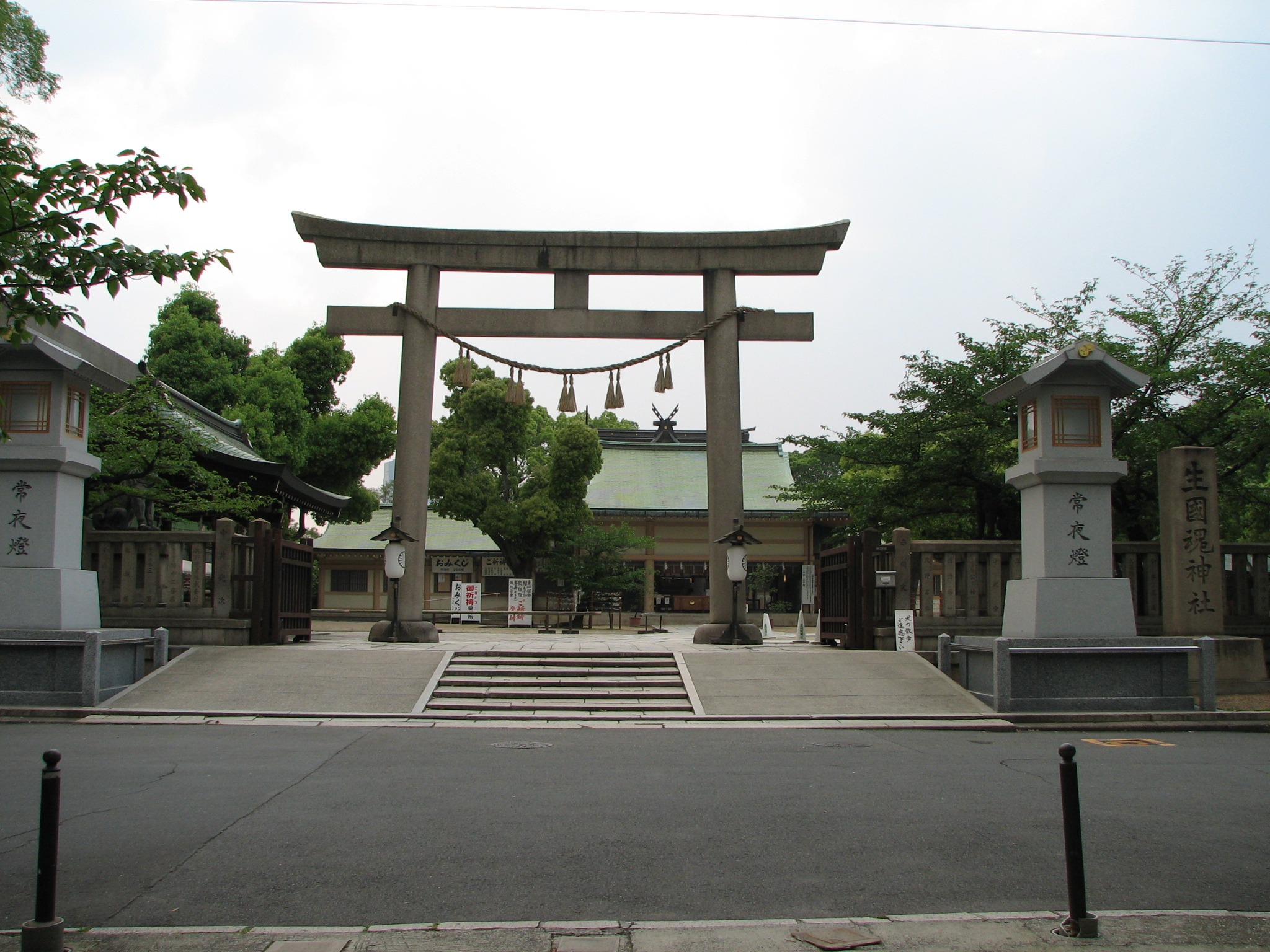
Torii principale.

## Source de la traduction
- (en) Cet article est partiellement ou en totalité issu de l’article de Wikipédia en anglais intitulé « Ikukunitama Shrine » (voir la liste des auteurs).